# Спучуваність
Спучуваність (рос. вспучиваемость, англ. swelling, bloating; нім. Blähvermögen n, Aufschwellung f, Schwellvermögen n) – здатність деяких глинистих порід збільшуватися у об’ємі при випалюванні з утворенням міцного пористого матеріалу ніздрюватої структури. Ця властивість, зокрема, притаманна вугіллю. 